# バーバラ・ロールズ
バーバラ・アン・ロールズ・ウィリアムズ（Barbara Ann Roles Williams、1941年4月6日 - ）は、アメリカ出身の女性フィギュアスケート選手で現在はコーチ。1960年スコーバレーオリンピック女子シングル銅メダリスト。

## 経歴
- 1960年スコーバレーオリンピックで銅メダルを獲得。同年の世界フィギュアスケート選手権後に一時引退。
- 1961年のサベナ航空548便墜落事故で多くのアメリカ代表選手が亡くなったことを受け、アメリカスケート連盟から請われ現役復帰。翌年の世界フィギュアスケート選手権後に再度引退。
- 引退後はコーチとなり、ブライアン・ポッカー、ニコール・ボベックらを指導した。

## 主な戦績
| 大会/年      | 1958-59 | 1959-60 | 1960-61 | 1961-62 |
| ------------ | ------- | ------- | ------- | ------- |
| オリンピック |         | 3       |         |         |
| 世界選手権   | 5       | 3       |         | 5       |
| 全米選手権   | 3       | 2       |         | 1       |